# Tržić Primišljanski
Tržić Primišljanski is een plaats in de gemeente Slunj in de Kroatische provincie Karlovac. De plaats telt 25 inwoners (2001).